# مفیس
مفیس (به انگلیسی: Memphis) یک برند سیگار ایجاد شده در اتریش-مجارستان است؛ مالک فعلی این برند تنباکوی ژاپن است. این برند در سال ۱۸۹۷ پایه‌گذاری گردید.